# Jozua François Naudé
Jozua François ('Tom') Naudé (Middelburg, 15 de abril de 1889-Ciudad del Cabo, 31 de mayo de 1969) fue presidente interino de Sudáfrica entre 1967 y 1968.
Como antiguo miembro del Partido Nacional, ocupó los cargos de ministro de Correos y Telégrafos de 1950 a 1954, ministro de Salud de 1954 a 1958, y ministro de Finanzas de 1958 a 1961. Posteriormente, fue elegido presidente del Senado, y de acuerdo con la antigua constitución sudafricana, se debía desempeñar como presidente ex officio en caso de la ausencia de este. Asumió la presidencia inesperadamente cuando el Dr. Eben Dönges, elegido para suceder a C.R. Swart en 1967, quedó en coma tras un ataque, antes de asumir. Naudé ejerció la presidencia durante diez meses, hasta que Dönges murió y Jim Fouché lo sucedió.
La Tom Naudé Technical High School de Polokwane (anteriormente Pietersburg) fue nombrada en su honor.
- Datos: Q726156
- Multimedia: Jozua François Naudé / Q726156